# Рид, Ронди
Ронди Рид (англ. Rondi Reed, род. 26 октября 1952) — американская актриса, театральный режиссёр и певица. В 2008 году Рид выиграла премию «Тони» за лучшую женскую роль второго плана в пьесе за роль Мэтти Фей Эйкен в бродвейской постановке «Август: Графство Осейдж».
Рид окончила Университет штата Иллинойс и на протяжении трех десятилетий была членом Steppenwolf Theatre Company в Чикаго, штат Иллинойс, где появилась в более шестидесяти постановках как актриса, а также работала режиссёром. В 1990 году Рид дебютировала на бродвейской сцене в пьесе «Гроздья гнева», а в 2009 году взяла на себя роль мадам Моррибль в мюзикле «Злая». В дополнение к театральной карьере, Рид сыграла роли второго плана в нескольких кинофильмах и телевизионных шоу. Наибольшей известности Ронди Рид добилась благодаря своей роли Пегги Биггс в ситкоме CBS «Майк и Молли», где она снималась с 2010 по 2016 год.

## Фильмография
- Еще одна субботняя ночь (1986)
- Розанна (1 эпизод, 1992)
- Закон Лос-Анджелеса (1 эпизод, 1992)
- Больше денег (1992)
- Невыносимый выбор: Сохранить ребенка (телефильм, 1992)
- Дикие пальмы (мини-сериал, 1993)
- Уроки любви (1993)
- Дерево Джошуа (1993)
- Убийство в Хартлэнде (телефильм, 1993)
- Бесстрашный (1993)
- Грейс в огне (1 эпизод, 1995)
- Сайнфелд (1 эпизод, 1995)
- Трамвай «Желание» (телефильм, 1995)
- Око за око (1996)
- Из джунглей в джунгли (1997)
- Практика (1 эпизод, 1998)
- Сибил (1 эпизод, 1998)
- Большой ремонт (1 эпизод, 1999)
- Жена астронавта (1999)
- Нормальный (телефильм, 2003)
- Помадные джунгли (1 эпизод, 2008)
- Вы не знаете Джека (телефильм, 2010)
- Майк и Молли (80 эпизодов, 2010—2016)
- Скандал (1 эпизод, 2015)
- Почему женщины убивают / Why Women Kill (2021) — миссис Йост